# Waschhaus (Villiers-le-Bâcle)

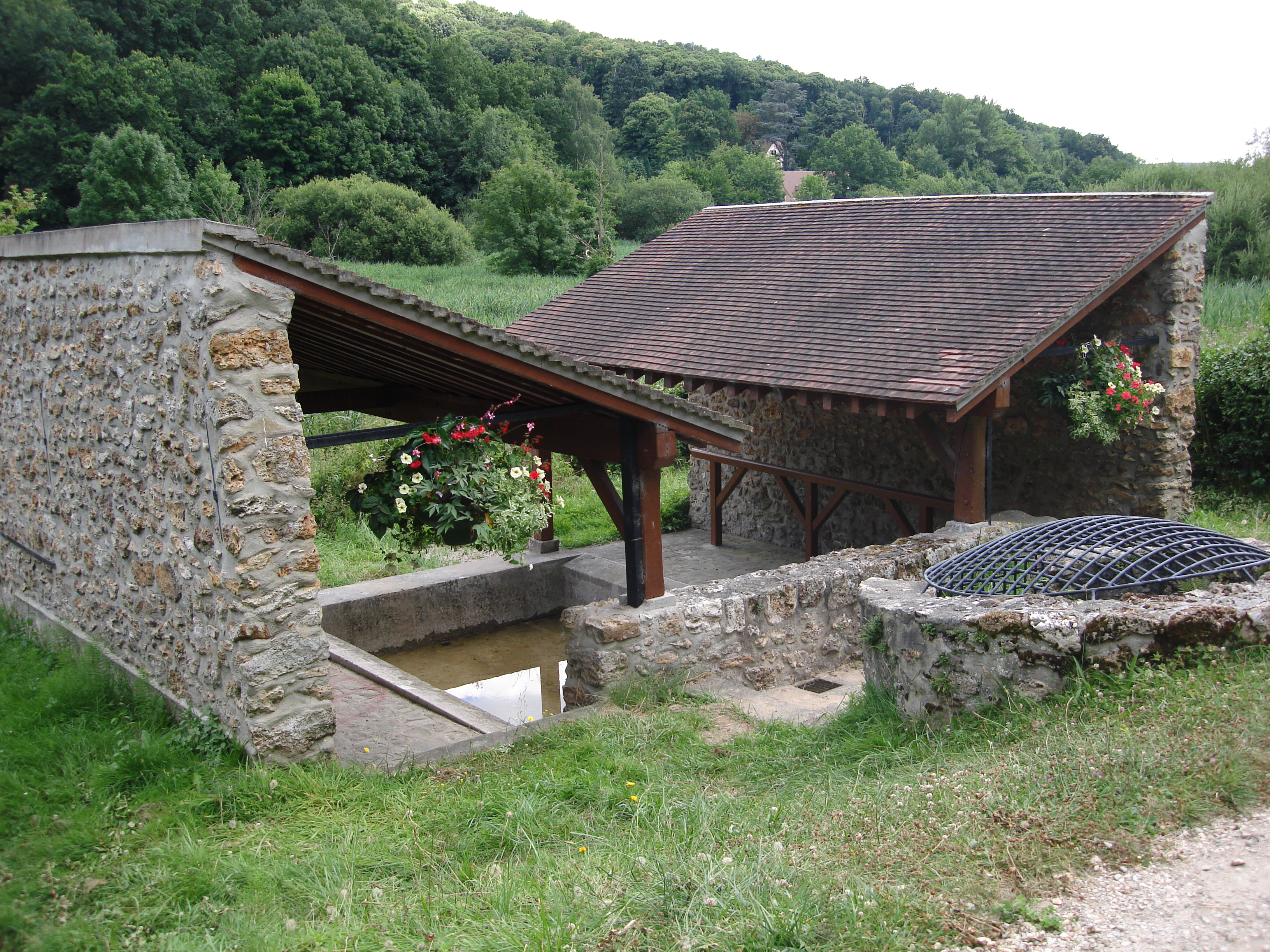
Waschhaus in Villiers-le-Bâcle

Das Waschhaus (französisch lavoir) in Villiers-le-Bâcle, einer französischen Gemeinde im Département Essonne in der Region Île-de-France, wurde vermutlich im 19. Jahrhundert errichtet.  
Das öffentliche Waschhaus mit zwei Pultdächern wurde von einem Bach mit Wasser versorgt.